# نشنال لمپون نه چندان قانونی
نشنال لمپون نه چندان قانونی (به انگلیسی: National Lampoon's Barely Legal) فیلمی محصول سال ۲۰۰۳ و به کارگردانی دیوید میکی اونس است. در این فیلم بازیگرانی همچون اریک ون دتن، آنتونی دنمان، دنیل فاربر، سارا-جین پاتس، ایمی اسمارت، تام آرنولد، ریلی اسمیت، کامرون ریچاردسون، دی یونگ، وینس ویلوف، سم لیواین، هوریشیو سنز، لین شی و سی.ارنست هارث ایفای نقش کرده‌اند.